# Marian Górecki
Pour les articles homonymes, voir Górecki (homonymie).
Marian Górecki (né le 2 mai 1903 à Poznań, tué le 22 mars 1940 au camp de concentration du Stutthof) est un prêtre catholique polonais, vénéré comme martyr et bienheureux par l'Église catholique,. Il est fêté le 22 mars.

## Biographie
Marian Górecki est le fils de Tomasz Górecki et Petronela née Szekiełdy. À l'âge de 17 ans, il rejoint l'armée en tant que volontaire pour combattre dans la guerre soviéto-polonaise. Il retourne ensuite à l'école et après avoir passé ses examens finaux, il rejoint le séminaire du diocèse de Poznań. Le 1er juillet 1928, il est ordonné prêtre. Il est d'abord vicaire à Leszno, puis préfet au Séminaire des enseignants de Koźmin et de Wolsztyn. Il est également aumônier scout. 
En 1933, il est envoyé travailler dans le diocèse de Gdańsk (alors la ville libre de Dantzig), où il s'occupe de la diaspora polonaise. Il travaille avec des jeunes et des associations polonaises. Il est également préfet au lycée polonais à Gdańsk et recteur de la chapelle de Notre-Dame de Częstochowa à Nowy Port. Pendant deux ans, il est également aumônier auxiliaire du dépôt militaire de Westerplatte. 
Le 1er septembre 1939, immédiatement après l'invasion allemande, il est arrêté, et transporté le lendemain au camp de concentration allemand du Stutthof (à Sztutowo). Il fait partie d'un groupe de 40 prêtres et enseignants qui travaillent le soir et la nuit pour agrandir le camp. Il est également contraint à l'abattage d'arbres et au travail de vitrier. Au camp, pour avoir chanté des chants, il est puni et assigné au déneigement. Le 21 mars 1940 (jeudi saint) il participe à la première messe illégale du camp, au cours de laquelle il reçoit la communion. Le lendemain, il est fusillé en compagnie de 66 personnes (dont le père Bronisław Komorowski). En 1946, les corps des victimes sont exhumés.   
Il est béatifié par Jean-Paul II le 13 juin 1999 dans un groupe de 108 martyrs bénis de la Seconde Guerre mondiale. Son mémorial liturgique est célébré le 12 juin . 
Il est commémoré le 22 mars selon le Martyrologe romain. 
En 2001, l'une des places du quartier du port de Nowy à Gdańsk a été nommée place Marian Górecki. En 2002, un monument y est inauguré.

### Liens Externes
- Un prêtre polonais engagé auprès des jeunes, martyr du nazime - ZENIT - Francais